# Solieria pacifica
Solieria pacifica là một loài ruồi trong họ Tachinidae.